# San Benito (Texas)
San Benito ist eine Stadt im Cameron County im US-Bundesstaat Texas. Das Stadtgebiet hat eine Größe von 29 km² und liegt im Einzugsbereich des Ballungsgebiets Brownsville-Harlingen. Das U.S. Census Bureau hat bei der Volkszählung 2020 eine Einwohnerzahl von 24.861 ermittelt.

## Beschreibung
Geografisch liegt San Benito im westlichen Zentrum des Cameron County. Unmittelbar fünf Kilometer südöstlich von Harlingen gelegen, befinden sich im engeren Umkreis die Stadt Rio Hondo sowie die Klein-Ortschaften Green Valley Farms, Lago und El Camino Angosto. Landschaftlich wird die Stadtumgebung von der eben liegenden, mit Niedrig-Baumbewuchs durchsetzten Küstenprärie der osttexanischen Golfküste geprägt. Nach Brownsville, der Bezirkshauptstadt, und Harlingen (Einwohner: 175.000 und 60.000) ist San Benito mit 24.000 Einwohnern die drittgrößte Stadt des County.
Zurück geht San Benito auf eine Ende des 18. Jahrhunderts von den Spaniern errichtete Siedlung. Im Jahr 1904 erzielte eine Immobilienfirma einen Vergleich mit den Nachfahren der spanischen Siedler, teilte das Gebiet in einzelne Parzellen auf und begann mit dem Verkauf. 1907 erhielt der Ort eine Poststation. Die erste Stadtratssitzung fand am 27. Juli 1911 statt. Während der Grenzunruhen im Zug der Mexikanischen Revolution und der unter dem Kommando von General Pershing durchgeführten Strafaktion gegen den mexikanischen Revolutionsführer Pancho Villa war das Stadtgebiet Standort von Nationalgarde-Einheiten aus Oklahoma, South Dakota und Tennessee. In der Umgebung der Stadt fanden mehrere bewaffnete Auseinandersetzungen zwischen Texas Rangers und mexikanischen Gesetzlosen statt. Spektakulärster Vorfall war ein Zugüberfall im Jahr 2016, bei dem in der Gegend operierende Banditen den Zug zum Entgleisen brachten, die Passagiere ausraubten und drei Personen töteten.
In seinen frühen Tagen war San Benito vor allem wegen seiner Zitrusfrüchte-Produktion und den Gemüseanbau bekannt. Nach einem Nachfragerückgang in den 1960ern weiteten die örtlichen Landwirtschaftsbetriebe ihren Produktfächer aus. Mit einem anderthalb Quadratkilometer umfassenden Industriepark ist San Benito zwischenzeitlich auch ein Zentrum der Leichtindustrie. Produziert werden unter anderem Elektronikartikel, Kunststoffdesign-Produkte, Fleischverpackungen und Bekleidung. Größter Arbeitgeber der Stadt ist der erweiterte Schulbezirk, zweitgrößter die Central Power and Light Company, welche in dem Ort La Paloma ein Kraftwerk unterhält. Das öffentliche Krankenhaus der Stadt, das Dolly Vinsant Memorial Hospital, ist nach einer im Zweiten Weltkrieg über Deutschland abgeschossenen Kampfpilotin der United States Army benannt. 2008 war die Stadt mitbetroffen von den Auswirkungen des Hurrikans Dolly, der große Teile des Cameron County in Mitleidenschaft zog und Überschwemmungen und Stromausfälle zur Folge hatte.
Lokales Medium ist die Zeitung San Benito News, die halbwöchentlich erscheint. Die Schulversorgung wird neben dem San Benito Consolidated Independent School District vom Texas Independent School District gestellt. Jährlich im Februar findet in San Benito eine Viehmesse statt. Die Bevölkerung ist zu über 90 Prozent hispanisch; darin enthalten ist allerdings eine wachsende Anzahl von Kubanern und Puertoricanern. Eine bekannte Person aus der Stadt ist der Countrysänger Freddy Fender, der in den 1990ern die Tex-Mex-„Supergroup“ Texas Tornados mit begründete.

## Demografie
Laut den Daten des United States Census Bureau aus dem Jahr 2016 betrug die Einwohnerzahl in diesem Jahr 24.442 Personen. 11.553 davon waren männlich, 12.889 weiblich. 16.963 Einwohner waren 18 Jahre oder älter, 7.469 Kinder oder Jugendliche, 3.377 älter als 65 Jahre. Der Altersmedian betrug 31,7 Jahre. 22.874 der Befragten bezeichneten sich als Hispanic oder Latino (93,6 %), 1.393 als Weiße (5,7 %), 29 als Afroamerikaner (0,1 %). 140 (0,6 %) gaben an, mehr als einer Ethnien anzugehören. Das Medianeinkommen pro Haushalt belief sich laut Zensus-Angaben auf 28.700 US-Dollar (USD). Der ermittelte Einkommensmedian liegt deutlich sowohl unter demjenigen der USA insgesamt (53.000 USD) als auch dem für den Bundesstaat Texas (51.900 USD). Als Personen, die in Armut leben, wies der Zensus 37,5 % aus, als Personen ohne Krankenversicherung 28,6 %.

## Söhne und Töchter der Stadt
- Freddy Fender (1937–2006), Country-Sänger mexikanischer Herkunft
- Scott Mullen (* 1975), Baseballspieler[10][11]
- Charley Crockett (* 1984), Country- und Blues-Sänger